# Lepidozona coreanica
Lepidozona coreanica is een keverslak uit de familie Ischnochitonidae.
Deze soort wordt tot 25 millimeter lang en behoort tot de Japanse en Chinese fauna.